# Saxifraga globulifera
Saxifraga globulifera là một loài thực vật có hoa trong họ Saxifragaceae. Loài này được Desf. miêu tả khoa học đầu tiên năm 1798.